# Lajos Simonyi

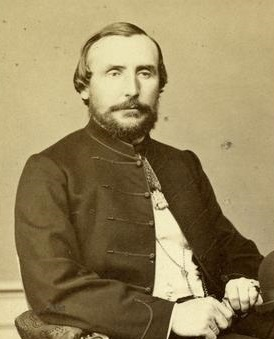
Lajos Simonyi

Lajos Baron Simonyi von Barbács und Vitézvár (* 1824 in Tarnopol, Galizien; † 12. Dezember 1894 in Budapest) war ein ungarischer Politiker, Offizier und Minister für Ackerbau, Gewerbe und Handel.

## Leben
Simonyi wurde als Sohn von József Simonyi in Galizien geboren und studierte in Kaschau Jura. Bereits 1847 wurde er zum Abgeordneten in den ungarischen Landtag gewählt. Im ungarischen Unabhängigkeitskrieg 1848/49 diente er unter Artúr Görgei als Kurier. Nach der Niederschlagung wurde er verhaftet und kam in Temeswar in Festungshaft. Nach seiner Freilassung lebte er auf seinem Gut in Vadász im Komitat Arad. 1861 wurde er als Mitglied der Beschlusspartei erneut in den Landtag gewählt, wo er dem linken Zentrum angehörte. Er wirkte entscheidend bei der Fusion der Beschlusspartei mit der Deák-Partei mit. Vom 2. März 1875 bis 21. August 1876 war er Minister für Ackerbau, Gewerbe und Handel in den Kabinetten von Béla Wenckheim und Kálmán Tisza. Wegen einer Meinungsverschiedenheit mit Tisza legte er im August 1876 das Amt nieder und zog sich aus der Politik zurück. 1885 wurde er zum Mitglied des Magnatenhauses auf Lebenszeit ernannt, nahm aber nur selten an Sitzungen teil.